# Lonicera zaravschanica
Lonicera zaravschanica är en kaprifolväxtart som först beskrevs av Alfred Rehder, och fick sitt nu gällande namn av Antonina Ivanovna Pojarkova. Lonicera zaravschanica ingår i släktet tryar, och familjen kaprifolväxter. Inga underarter finns listade i Catalogue of Life.